# Jacob de Landshut
Jacob de Landshut est un tailleur de pierre, maître d’œuvre et architecte originaire de Bavière, dans le Saint-Empire romain germanique, né vers le milieu du XVe siècle et actif dans la région du Rhin Supérieur des années 1480 à 1509. Il est notamment connu pour avoir occupé le poste de maître d’œuvre de la cathédrale de Strasbourg de 1495 à sa mort en 1509. Du fait de cette fonction, il a également été maître suprême de toutes les loges de tailleurs de pierre du Saint-Empire romain germanique pendant la même période.
On lui doit en particulier le portail Saint-Laurent de la cathédrale de Strasbourg.

## Biographie
Comme c’est souvent le cas avec les maîtres d’œuvres, la jeunesse de Jacob de Landshut est assez mal connue. Il est cependant possible qu’il ait travaillé vers 1460 sous les ordres de Hans Stethaimer sur le chantier des églises Saint-Martin et du Saint-Esprit de Landshut. L’historien Götz Fehr a également émis l’hypothèse qu’il pourrait être le fils du maître d’œuvre Ulrich Iserecker de Landshut, dont un fils prénommé Jacob est cité dans un document de 1469. La marque de Jacob de Landshut permet également de la repérer à partir de 1470 sur le chantier de l’église paroissiale d’Hernsheim, achevée en 1490 et un peu plus tard dans la chapelle Welser de la cathédrale de Constance et la chapelle Sainte-Marie de la cathédrale de Worms, construite entre 1480 et 1485. Il n’est pas impossible qu’il ait rencontré lors de ce chantier à Worms le sculpteur Conrad Sifer, qui se trouvait à Worms au même moment et avec qui il travailla régulièrement par la suite.
Jacob de Landshut est officiellement nommé maître d’œuvre de la cathédrale de Strasbourg en 1495, bien qu’il ait probablement été présent sur le chantier dès 1492. Sa plus grande réalisation pendant cette période est le portail Saint-Laurent, qui est accolé à l’entrée du bras nord du transept et a été construit entre 1494 et 1505. Parallèlement à ce grand chantier, il réalisa également des travaux sur l’horloge astronomique entre 1495 et 1496 et remplaça les garde-corps de la chapelle Sainte-Catherine en 1506.
De fait de sa fonction de maître d’œuvre de l’atelier de Strasbourg, Jacob de Landshut était également maître suprême de tous les ateliers de tailleurs de pierre du Saint-Empire romain Germanique. Cette fonction lui conférait un rôle important non seulement sur le plan judiciaire, car il était l’arbitre ultime de tout conflit concernant le métier, mais aussi en tant qu’expert de tout ce qui touche à la construction. C’est ainsi qu’il a été sollicité en 1496 par l’atelier de Bâle pour examiner la tour de la cathédrale et donner son avis sur des fissures qui y étaient apparues.
Jacob de Landshut mourut le 6 août 1509 et fut enterré dans le cimetière qui se trouvait le long du mur nord du chœur de la cathédrale, à proximité de la tombe d’Erwin de Steinbach. L’emplacement a cependant été détruit lors de la construction du grand séminaire et sa dalle funéraire est désormais masquée derrière les murs de celui-ci,.

## Œuvres

### Plans et dessins

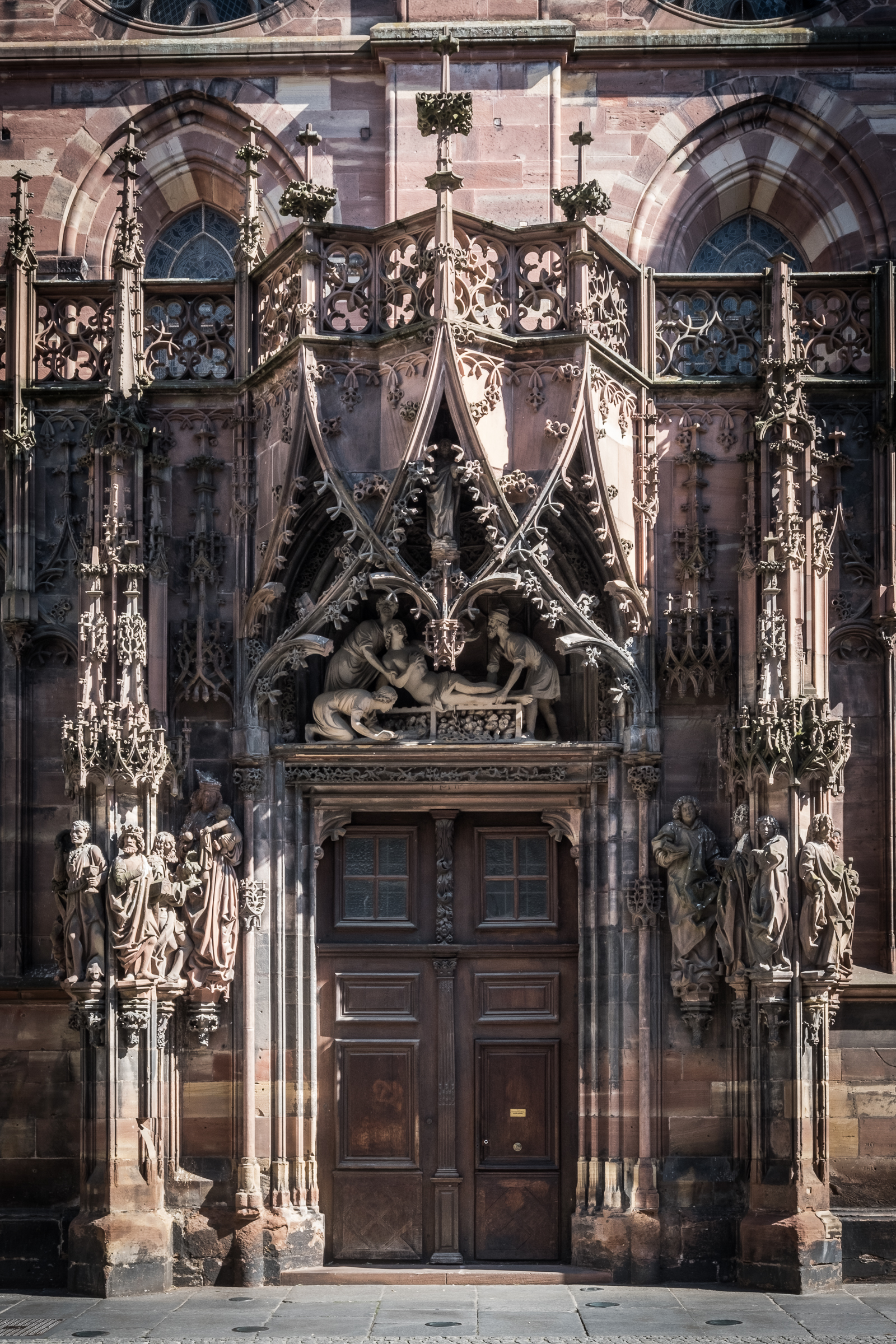
Le portail Saint-Laurent de la cathédrale de Strasbourg

- Projet pour le portail Saint-Laurent;
- Plan de la flèche de la cathédrale de Strasbourg, Victoria & Albert-Museum, Londres (3550)[7];
- Plan des fonts baptismaux de la cathédrale de Strasbourg, Akademie der bildenden Künste Wien (16.845)[8].

### Éléments architecturaux

#### Cathédrale de Strasbourg
- Portail Saint-Laurent (1494-1505);
- Voûte et tourelle de l’horloge astronomique (1495-1496);
- Tourelle d’escalier de la cloche des heures (1496 - détruite en 1533);
- Chaire à prêcher de la paroisse Saint-Laurent (1503 - détruite en 1794)[9] ;
- Garde-corps de la chapelle Sainte-Catherine (1506).

#### Autres lieux
- Chœur de l’église paroissiale d’Hernsheim[2].